# Tuili
Tuili (sardinski: Tuìli) je grad i općina (comune) u pokrajini Južnoj Sardiniji u regiji Sardiniji, Italija. Nalazi se na nadmorskoj visini od 208 metara i ima 1 023 stanovnika.
 Prostire se na 24,59 km². Gustoća naseljenosti je 42 st/km².
Susjedne općine su: Barumini, Gesturi, Las Plassas, Pauli Arbarei, Setzu i Turri.